# Grumman TBF Avenger
Chiếc Grumman TBF Avenger (Người Báo Thù) (còn mang ký hiệu là TBM cho những chiếc được sản xuất bởi General Motors) là kiểu máy bay ném ngư lôi, ban đầu được phát triển cho Hải quân và Thủy quân Lục chiến Hoa Kỳ, và được sử dụng bởi một số lớn không quân các nước. Nó được đưa vào sử dụng từ năm 1942, và tham gia chiến sự lần đầu trong trận Midway.
Chiếc Douglas Devastator tiền nhiệm, là máy bay ném ngư lôi chính của Hải quân (từ năm 1935 đến khoảng 1942) đã trở nên lạc hậu vào năm 1939. Để thay thế nó, hãng Grumman được hợp đồng để chế tạo một chiếc mới thay thế. Thiết kế bởi Leroy Grumman, nguyên mẫu đầu tiên mang tên XTBF-1, và mặc dù một trong 2 chiếc nguyên mẫu bị rơi gần Brentwood, New York, việc sản xuất vẫn tiếp tục nhanh chóng.

## Thiết kế và phát triển
Chiếc máy bay ném ngư lôi đầu tiên của Grumman là chiếc máy bay 1 động cơ nặng nhất của Thế Chiến II, và là chiếc đầu tiên trang bị cơ cấu gập cánh mới (do Grumman thiết kế) nhằm tăng tối đa chỗ chứa trên tàu sân bay; chiếc F6F Hellcat (cùng do Grumman chế tạo) sẽ dùng cùng cơ cấu này. Nó được gắn động cơ Wright R-2600-20 (tạo ra 1.900 mã lực). Đội bay gồm 3 người—phi công, điện báo viên/ném bom/xạ thủ súng máy bụng và xạ thủ súng máy sau lưng. Một súng máy.50 được gắn trên mỗi cánh, và một súng máy.50 gắn bên phải tháp súng cạnh đầu xạ thủ hướng ra phía sau vận hành bằng điện. Thêm 1 súng máy.30 bắn bằng tay gắn ở bụng (dưới đuôi) máy bay, dùng để chống lại máy bay địch tấn công từ phía dưới và đàng sau. Súng này được bắn bởi điện báo viên/ném bom ở tư thế đứng cúi xuống phần bụng của đuôi máy bay, dù anh ta thường ngồi trên ghế xếp hướng ra trước để vận hành radio và nhắm ném bom. Chỉ có một bộ điều khiển bay trên máy bay, và buồng lái của phi công tách biệt không thể vào được. Trang bị radio rất cồng kềnh, nhất là theo tiêu chuẩn ngày hôm nay, lấp đầy cả nóc kính buồng lái ngay phía sau phi công. Bộ radio này cho phép thâm nhập để sửa chữa thông qua một "đường hầm" dọc theo bên phải. Chiếc Avenger nào còn bay được cho đến hôm nay thường lắp một ghế vào chỗ bộ radio, tăng đội bay lên 4 người.

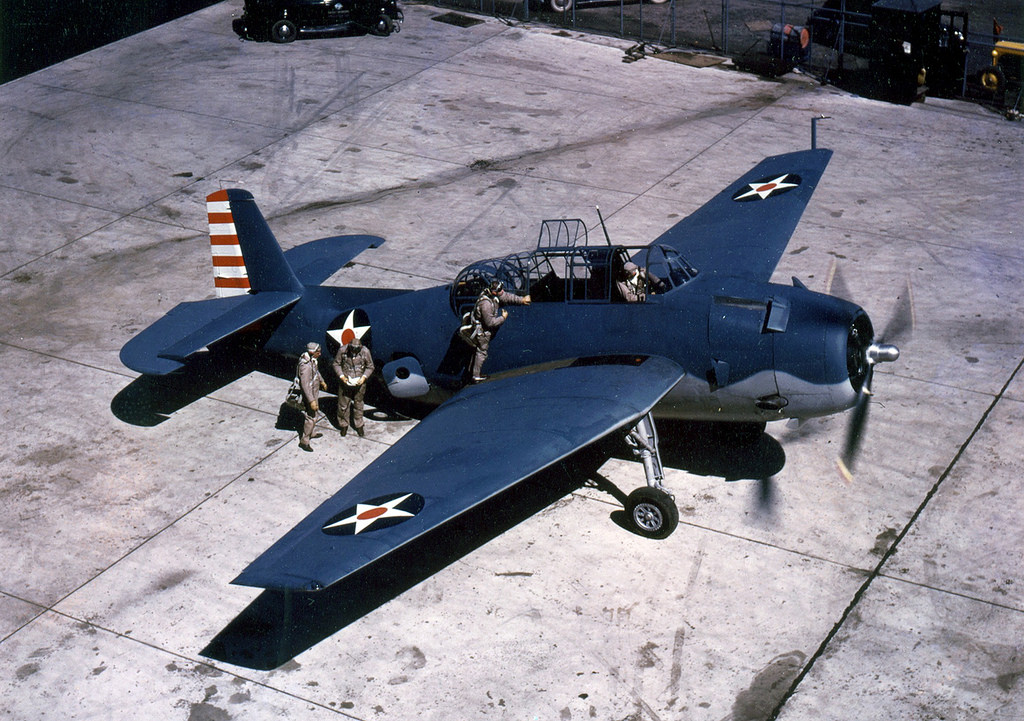
TBF-1 Avenger đầu năm 1942, đội bay của phi đội VT-8 từ chiếc Hornet đang lên máy bay. Đội bay 4 người được giảm còn 3 khi bỏ bớt người phụ trách ném bom bay ngang ngồi ngay sau phi công.

Trong trận Midway, tất cả các phi đội ném ngư lôi của 3 tàu sân bay (USS Hornet, USS Enterprise và USS Yorktown) chịu tổn thất kinh khủng; người sống sót duy nhất là Thiếu úy George Gay. Điều này một phần là do tốc độ thấp của Devastator (chậm hơn 320 km/h; 200 mph khi lướt thả bom) và vũ khí phòng vệ kém. Điều khôi hài là, đợt giao hàng TBF đầu tiên cập bến Trân Châu Cảng chỉ vài giờ sau khi 3 chiếc tàu sân bay đã vội vã khởi hành (dù một số ít TBF sau đó tham gia trận chiến cất cánh từ đảo Midway).
Avenger có một khoang bom rộng, cho phép mang 1 ngư lôi Mark 13 Bliss-Leavitt, 1 bom 900 kg (2.000 lb), hay cho đến 4 bom 230 kg (500 lb). Sau trận Midway, nói chung ngư lôi không được dùng thường xuyên cho đến tận tháng 6 năm 1944, sau khi có các cải tiến cho phép sử dụng lại. Đến lúc đó, hiếm khi máy bay Mỹ gặp được tàu đối phương trên biển và Avenger được giao vai trò tấn công hỗ trợ mặt đất. Máy bay có độ cứng chắc và ổn định, phi công bay cảm giác như lái một xe tải, cho dù là tốt hơn hay xấu hơn. Với thiết bị radio tốt, dễ điều khiển, tầm bay xa, Grumman Avenger cũng là máy bay chỉ huy lý tưởng dành cho Chỉ huy trưởng Nhóm bay (CAG: Air Group Commander). Với trần bay 10.000 m (30.000 ft) và tầm bay đủ tải 1.600 km (1.000 dặm), nó tốt hơn mọi máy bay ném ngư lôi Hoa Kỳ trước đây, và tốt hơn đối thủ chính của nó là chiếc Nakajima B5N "Kate" Nhật Bản đã lạc hậu. Những mẫu Avenger sau này được trang bị radar cho vai trò chiến tranh chống tàu ngầm và cảnh báo sớm trên không. Mặc dù những cải tiến về thiết bị radar hàng không mới nhanh chóng có được từ kỹ sư của MIT và công nghiệp điện tử, radar của năm 1943 rất cồng kềnh vì chúng dùng kỹ thuật bóng điện tử chân không. Do đó, radar ban đầu chỉ được mang trên những chiếc TBF Avenger rộng rãi mà không thể gắn trên những chiếc tiêm kích nhanh hơn và nhỏ hơn.

## Lịch sử hoạt động

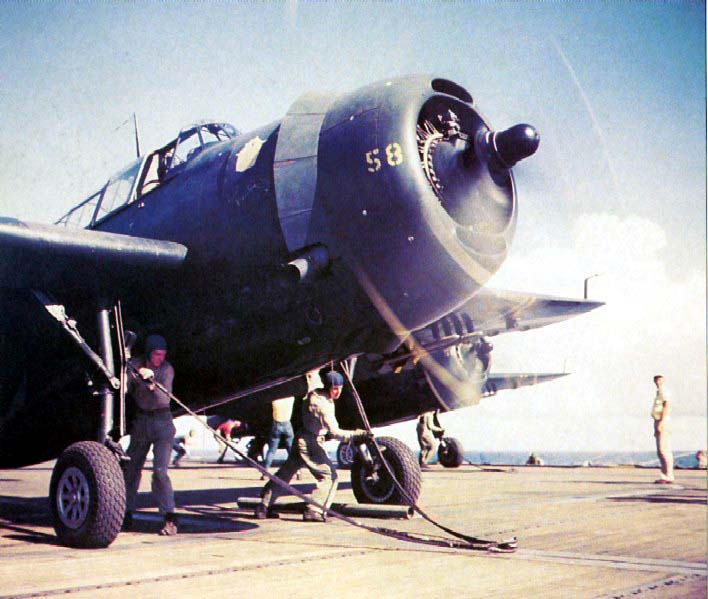
TBF Avenger chuẩn bị được phóng.

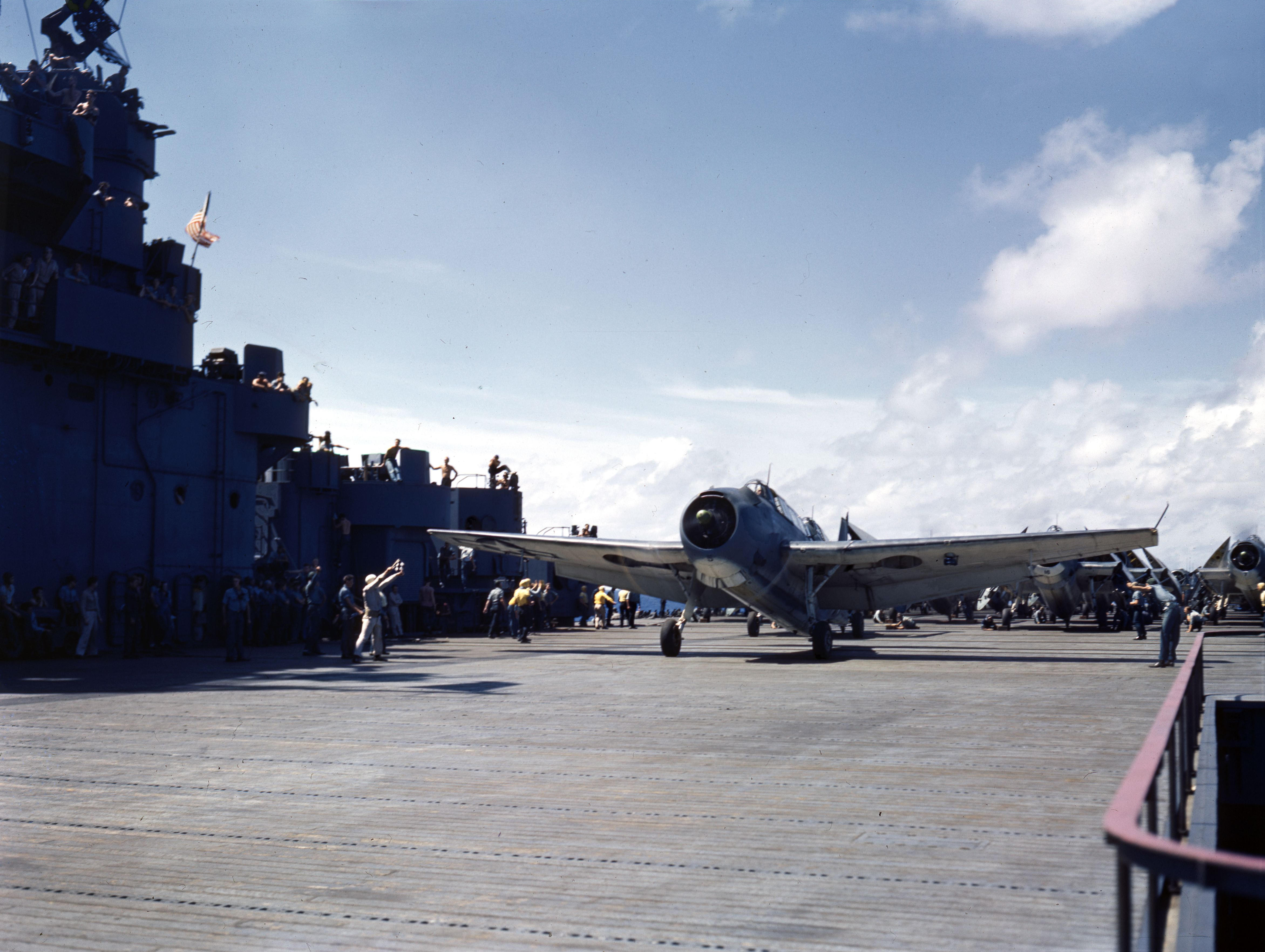
Grumman TBF Avenger trên tàu sân bay USS Yorktown (CV-10), khoảng cuối năm 1943.

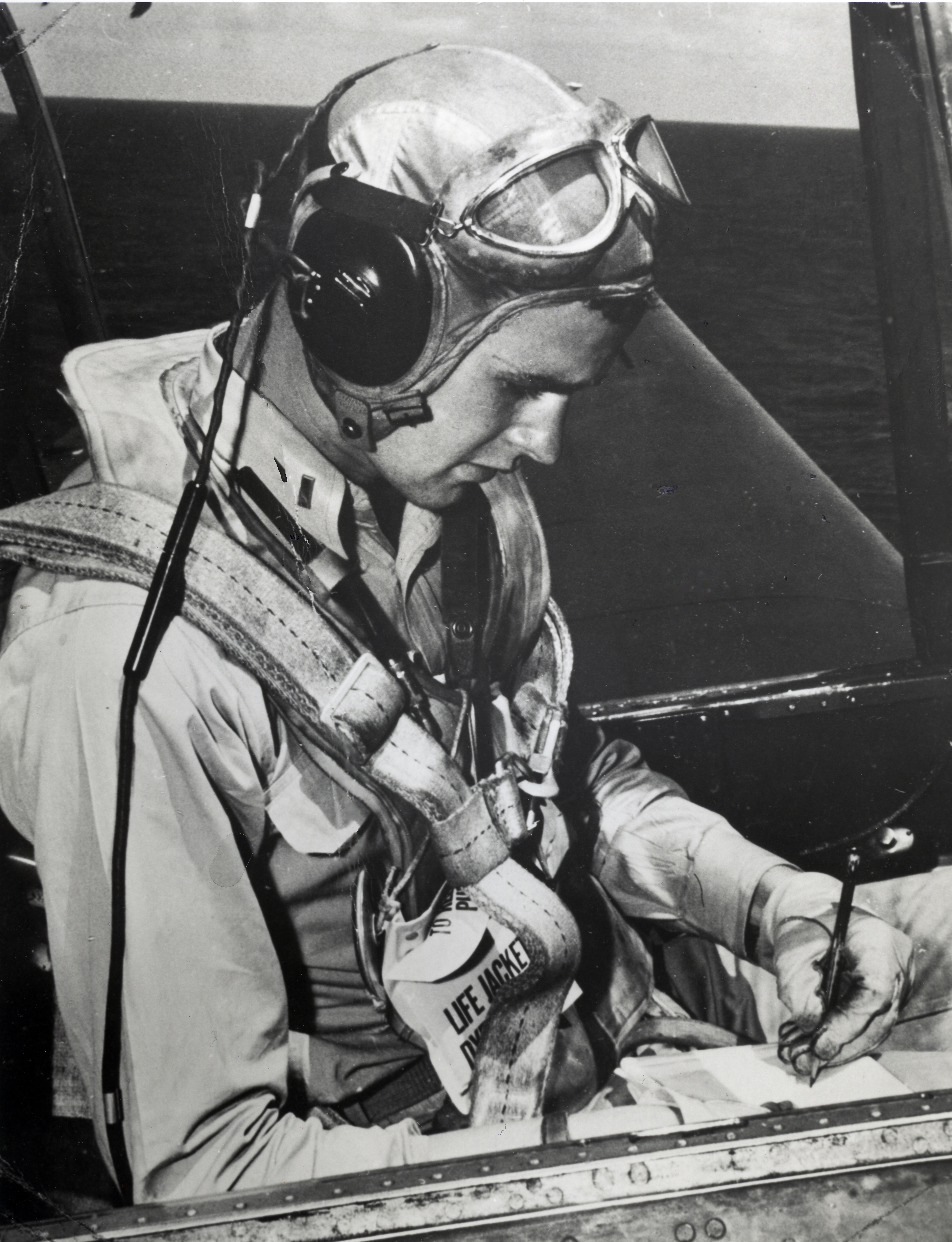
Tổng thống Mỹ George H. W. Bush (cha) nguyên là phi công Avenger, lái một chiếc TBM Avenger trên tàu sân bay hạng nhẹ USS San Jacinto (CVL-30) năm 1944.

Trưa ngày 7 tháng 12 năm 1941, Grumman tổ chức một buổi lễ khai trương nhà máy sản xuất mới và trưng bày chiếc TBF mới trước công chúng. Điều khôi hài là trong cùng ngày ấy, Hải quân Hoàng gia Nhật Bản tấn công Trân Châu Cảng, như sau này Grumman biết được. Sau khi kết thúc buổi lễ, nhà máy được nhanh chóng phong tỏa bảo vệ chống lại mọi ý đồ thâm nhập của đối phương. Đến đầu tháng 6 năm 1942, một chuyến hàng với hơn 100 máy bay được gửi cho Hải quân (cho dù, như trên đã nói, hầu như quá trễ để tham gia trận Midway định mệnh).
Dù sao, 6 chiếc TBF-1 có mặt trên đảo Midway thuộc Phi đội VT-8 (Phi đội Thủy lôi 8), trong khi phần còn lại của phi đội bay Devastator từ chiếc Hornet. Không may là, đa số phi công có rất ít kinh nghiệm trước đó, và chỉ có một chiếc TBF sống sót với hư hại nghiêm trọng và tổn thất nhân mạng nặng nề. Như tác giả Gordon Prange đã mô tả trong cuốn Miracle at Midway (Sự kỳ diệu ở Midway), những chiếc Devastator lạc hậu (và thiếu hụt máy bay mới) làm cho chiến thắng không trọn vẹn (và mất chiếc tàu sân bay Yorktown); sự dũng cảm không thể so sánh được với những chiếc máy bay cao cấp.
Ngày 24 tháng 8 năm 1942, trận hải chiến lớn tiếp theo diễn ra tại Đông Solomon. Với chỉ 2 tàu sân bay Saratoga và Enterprise, 24 chiếc TBF có mặt đã đánh chìm được tàu sân bay Nhật Ryūjō và bắn rơi một máy bay ném bom bổ nhào, với giá là mất 7 máy bay. Trong thời kỳ đầu của cuộc chiến, có một vấn đề không liên quan đến máy bay phát sinh: Hải quân sử dụng những trái ngư lôi khiếm khuyết trong nhiều trường hợp đã không phát nổ dù đã trúng đích; tác giả Prange nhắc đến trường hợp tương tự do bộ kích nổ từ tính bị hỏng (tại Midway, tàu ngầm Nautilus thực sự đã bắn trúng chiếc tàu sân bay Sōryū bằng 1 trái ngư lôi hỏng, cho dù là sau khi chiếc tàu Nhật đã bị loại khỏi vòng chiến).
"Phần thưởng" chủ yếu đầu tiên cho TBF (được đặt tên "Avenger" kể từ tháng 10 năm 1941, trước khi Nhật tấn công Trân Châu Cảng) là trong trận hải chiến Guadalcanal vào tháng 11-1942, khi Avenger của Thủy quân Lục chiến và Hải quân giúp đánh chìm chiếc thiết giáp hạm Hiei.
Sau khi hằng trăm TBF được sản xuất (ký hiệu TBF-1), chiếc TBF-1C bắt đầu được sản xuất. Khoảng trống phân phối cho thùng nhiên liệu bên trong và các thùng nhiên liệu dưới cánh giúp tăng tầm bay của Avenger lên gấp đôi. Đến năm 1943, Grumman bắt đầu giảm nhịp độ sản xuất Avenger để dần chuyển qua kiểu tiêm kích F6F Hellcat, và Bộ phận Máy bay Miền Đông của General Motors tiếp nhận sản xuất Avenger (ký hiệu được chuyển thành TBM). Từ giữa năm 1944, TBM-3 bắt đầu được sản xuất với động cơ mạnh hơn và đế cánh để mang thùng nhiên liệu vứt được và rocket. TBM-3 là phiên bản Avenger nhiều nhất (hơn 4.600 chiếc được sản xuất), cho dù hầu hết Avenger sử dụng là TBF-1 cho đến tận gần cuối chiến tranh (1945).
Ngoài nhiệm vụ thả ngư lôi truyền thống, Avenger cũng có được khoảng 30 chiến công diệt tàu ngầm, kể cả chiếc tàu ngầm chở hàng I-52, mà xác nó được tìm thấy năm 1998. Nó là một trong những phương tiện diệt tàu ngầm hiệu quả nhất tại Mặt trận Thái Bình Dương; cũng như tại Đại Tây Dương, khi có được những tàu sân bay hộ tống đi kèm theo những đoàn vận tải của Đồng Minh. Nơi đó, Avenger góp phần vào việc né tránh những chiếc U-Boat Đức khi bảo vệ trên không các đoàn vận tải.
Sau trận đánh biển Philippine ("Cuộc săn vịt trời Marianas vĩ đại"), trong đó hơn 250 máy bay Nhật bị hạ, Đô Đốc Marc Mitscher yêu cầu một phi vụ có 220 máy bay tham gia để tiêu diệt lực lượng đặc nhiệm hải quân Nhật. Ở ngưỡng tối đa của bán kính chiến đấu (ngoài 300 hải lý), lực lượng bao gồm Hellcat, TBF/TBM, và máy bay ném bom bổ nhào đã chịu nhiều thiệt hại. Dù sao, Avengers từ tàu sân bay Belleau Wood thả ngư lôi trúng chiếc tàu sân bay hạng nhẹ Nhật Hiyō như là chiến công chính duy nhất. Canh bạc của Mitscher không trúng cược nhiều như ông ta hằng hy vọng.
Tháng 6 năm 1943, Tổng thống Hoa Kỳ tương lai George H.W. Bush (cha) trở thành phi công hải quân nhỏ tuổi nhất lúc ấy. Khi đang bay chiếc TBM của Phi đội VT-51 từ tàu sân bay San Jacinto, máy bay ông bị bắn trúng ngày 2 tháng 9 năm 1944 trên không phận đảo Chichi Jima, Thái Bình Dương. Cả hai người trong đội bay của ông thiệt mạng; và vì ông đã thả bom trúng mục tiêu trước khi bị buộc phải thoát ra bằng dù, ông được trao tặng huy chương Chữ Thập Bay Dũng Cảm.
Một nhân viên phi hành Avenger nổi tiếng khác là Paul Newman, diễn viên và đạo diễn điện ảnh, vốn là xạ thủ súng máy phía sau. Ông từng hy vọng được tuyển học làm phi công, nhưng không đạt tiêu chuẩn vì mắc chứng mù màu. Newman đã ở trên tàu sân bay Hollandia cách Nhật Bản khoảng 500 dặm khi chiếc Enola Gay thả trái bom nguyên tử đầu tiên xuống Hiroshima.
TBF/TBM cũng đánh chìm 2 chiếc "siêu thiết giáp hạm" Nhật Bản Musashi và Yamato (vốn là kỳ hạm của Đô Đốc Isoroku Yamamoto trong gần suốt thời gian chiến tranh). Avenger đóng vai trò lớn trong chiến thắng của Mỹ trong Thế Chiến II, cho dù ngư lôi nói chung đã lạc hậu, và được thay bằng máy bay ném bom bổ nhào nhanh và hiệu quả hơn.
Avenger cũng được không lực của Hải quân Hoàng gia Anh sử dụng, nơi nó ban đầu được gọi là "Tarpon" nhưng về sau đã cùng gọi là Avenger. 402 chiếc đầu tiên được biết dưới tên Avenger Mk 1, 334 chiếc TBM-1 của Grumman gọi là Avenger Mk II, và 334 chiếc TBM-3 là Mark III. Sau chiến tranh, phiên bản chống tàu ngầm "Avenger AS Mk IV" được Hải quân Hoàng gia sử dụng.
Bên sử dụng duy nhất còn lại trong Thế Chiến II là Không quân Hoàng gia New Zealand, dùng kiểu này chủ yếu như là máy bay ném bom hoạt động ở các căn cứ tại các đảo Nam Thái Bình Dương. Một số được chuyển cho Hạm Đội Thái Bình Dương của Anh.

### Hoạt động sau chiến tranh
Năm 1945 Avenger tham gia những thử nghiệm tiên phong về rải phân bằng máy bay tại New Zealand dẫn đến việc thiết lập một ngành công nghiệp giúp gia tăng đáng kể sản lượng và hiệu quả nông nghiệp toàn thế giới. Phi công của Phi Đội 42 Không quân Hoàng gia New Zealand đã rải phân bón bằng máy bay Avenger xuống khu vực gần đường băng căn cứ không quân Ohakea.
Sau chiến tranh, sự biến mất của một phi đội Avenger Hoa Kỳ, được biết đến như là sự kiện Chuyến bay 19, khởi sự cho truyền thuyết về khu vực Tam giác Bermuda.
Một trong những bên sử dụng máy bay chính sau chiến tranh là Hải quân Hoàng gia Canada, đã dùng 125 chiếc TBM Avenger của Hải quân Mỹ trước đây từ năm 1950 đến 1952 để thay thế những chiếc Fairey Firefly cao tuổi. Khi những chiếc Avenger được giao hàng, Hải quân Canadian đã chuyển trọng tâm chú ý sang nhiệm vụ chiến tranh chống tàu ngầm, và máy bay đã nhanh chóng trở nên lạc hậu trong vai trò tấn công. Vì vậy, 98 chiếc trong số đó được trang bị một loạt các cải tiến chống tàu ngầm, bao gồm radar, thiết bị phòng thủ điện tử (ECM) và máy dò sonar, tháp súng lưng được thay bằng nóc kính xuôi phù hợp cho nhiệm vụ quan sát. Chiếc Avenger cải tiến mang tên AS 3, một số trong đó được gắn bộ dò từ trường bất thường (MAD) trong một vòm lớn gắn phía sau bên trái thân và mang tên AS 3M. Dù vậy, lãnh đạo Hải quân Canadian sớm nhận thấy sự yếu kém của Avenger trong vai trò máy bay chống tàu ngầm, nên đến năm 1954 họ chọn S-2 Tracker để thay thế AS 3, cho phép tầm bay xa hơn, tải trọng nhiều hơn cho thiết bị điện tử và vũ khí, và một động cơ thứ hai - một lợi điểm an toàn lớn lao khi bay tuần tra tầm xa trên vùng biển Bắc Đại Tây Dương băng giá. Khi những chiếc CS2F Trackers sản xuất nhượng quyền bắt đầu được giao hàng vào năm 1957, Avenger được chuyển sang vai trò huấn luyện, và chính thức nghỉ hưu từ tháng 7 năm 1960.

## Sự kiện nổi tiếng

### Chuyến bay 19

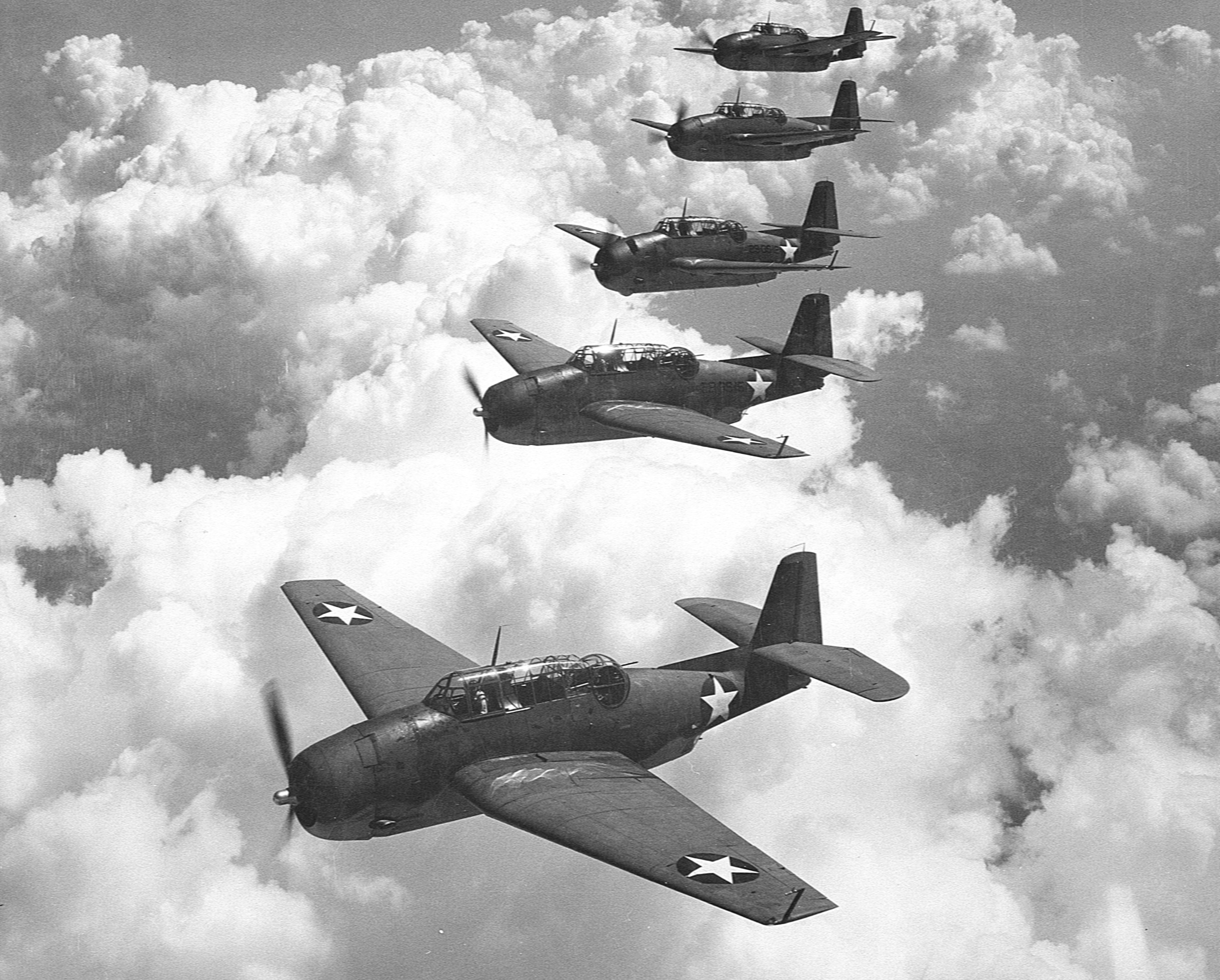
TBF Avenger Hải quân Mỹ đang bay, giống như Chuyến bay 19. Hình này được nhiều tác giả viết về Tam giác Bermuda dùng để minh họa Chuyến bay 19.

Chuyến bay 19 biến mất vào ngày 5 tháng 12 năm 1945 trong một phi vụ huấn luyện trên Đại Tây Dương. Căn cứ theo những câu chuyện về Tam giác Bermuda, chỉ huy chuyến bay đã báo cáo về những ảnh hưởng thị giác bất thường khi bị mất tích, như là đề cập đến "nước trắng", đại dương "nhìn không giống mọi khi", và la bàn xoay không kiểm soát, trước khi đơn giản biến mất. Thêm nữa, tác giả Berlitz trong sách của ông khẳng định rằng, vì chiếc máy bay ném bom TBM Avenger được chế tạo để nổi được lâu trên mặt nước, họ có thể được tìm thấy vào ngày hôm sau, vì biển lặng và trời quang. Tuy nhiên, không chỉ không bao giờ tìm thấy chúng, một thủy phi cơ của Hải quân truy tìm và giải cứu bay sau đó cũng mất và không tìm được. Thêm vào tình tiết đó là báo cáo của Hải quân về tai nạn được mô tả là "nguyên nhân hay lý do không rõ".
Trong khi những sự kiện căn bản trong câu chuyện theo kiểu Tam giác Bermuda là chính xác, một số chi tiết quan trọng bị bỏ qua. Hình ảnh phổ biến về một phi đội gồm những phi công đầy kinh nghiệm chiến đấu, biến mất trong một buổi chiều nắng đẹp đã không xảy ra. Vào lúc thông điệp radio cuối cùng nhận được từ Chuyến bay 19, bão đang ập đến. Chỉ có chỉ huy chuyến bay, Đại úy Charles Carroll Taylor, có kinh nghiệm chiến đấu và thời gian bay đáng kể, nhưng lúc đó ông chỉ có ít hơn 6 tháng kinh nghiệm bay ở vùng Nam Florida, ít hơn những học viên dưới quyền ông; và một quá khứ bị lạc đường khi bay trước đó 3 lần tại Mặt trận Thái Bình Dương trong Thế Chiến II, và bị buộc phải hạ cánh 2 lần trên mặt nước. Đại úy Taylor cũng được mô tả là người chỉ huy lạnh lùng, trầm tĩnh và tự tin. Thay vào đó, trao đổi radio từ Chuyến bay 19 cho thấy Taylor trở nên mất phương hướng, kém tự tin trong quyết định, và hoàn toàn bị lạc đường.
Câu chuyện còn thường phóng đại việc tất cả máy bay đều gặp sự cố về la bàn, nhưng sau này các báo cáo của Hải quân và ghi chép thu âm những trao đổi giữa Taylor và các phi công khác của Chuyến bay 19 không cho thấy điều đó. Như trong báo cáo của Hải quân, nó cho rằng tổn thất máy bay và đội bay là do nhầm lẫn của chỉ huy chuyến bay; nhưng sau này trong báo cáo chính thức thứ hai, những từ ngữ quy trách nhiệm cho Taylor đổi thành "nguyên nhân không rõ" là để chiều theo nguyện vọng của gia đình ông. Chính sự khẳng định trong bản báo cáo thứ hai bị thay đổi này, cộng thêm việc mất tích những chiếc máy bay dân dụng Star Tiger và Star Ariel sau đó, bắt đầu dấy nên truyền thuyết về Tam giác Bermuda.

## Các nước sử dụng

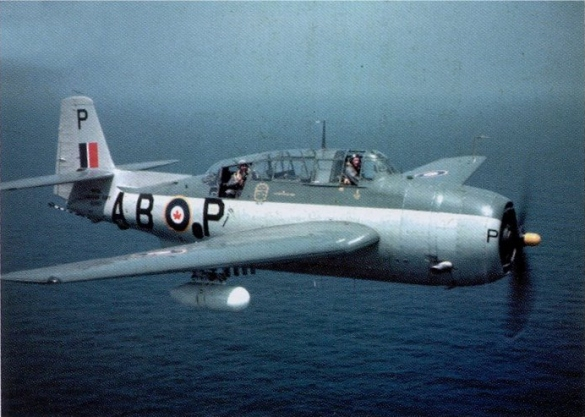
Avenger AS 3, Không quân Hoàng gia Canada

Brasil
- Hải quân Brazil

 Canada
- Không quân Hoàng gia Canada

 Pháp
- Không lực Hải quân Pháp

 Nhật Bản
- Lực lượng Phòng vệ Nhật Bản

 Hà Lan
- Không quân Hoàng gia Hà Lan

 New Zealand
- Không quân Hoàng gia New Zealand

 Anh Quốc
- Không lực Hải quân Hoàng gia Anh

 Hoa Kỳ
- Hải quân Hoa Kỳ
- Thủy quân Lục chiến Hoa Kỳ

 Uruguay
- Hải quân Uruguay

## Đặc điểm kỹ thuật (TBF Avenger)

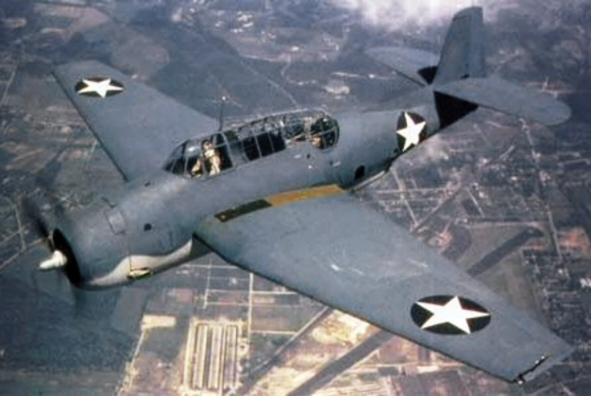
TBF Avenger khoảng giữa năm 1942

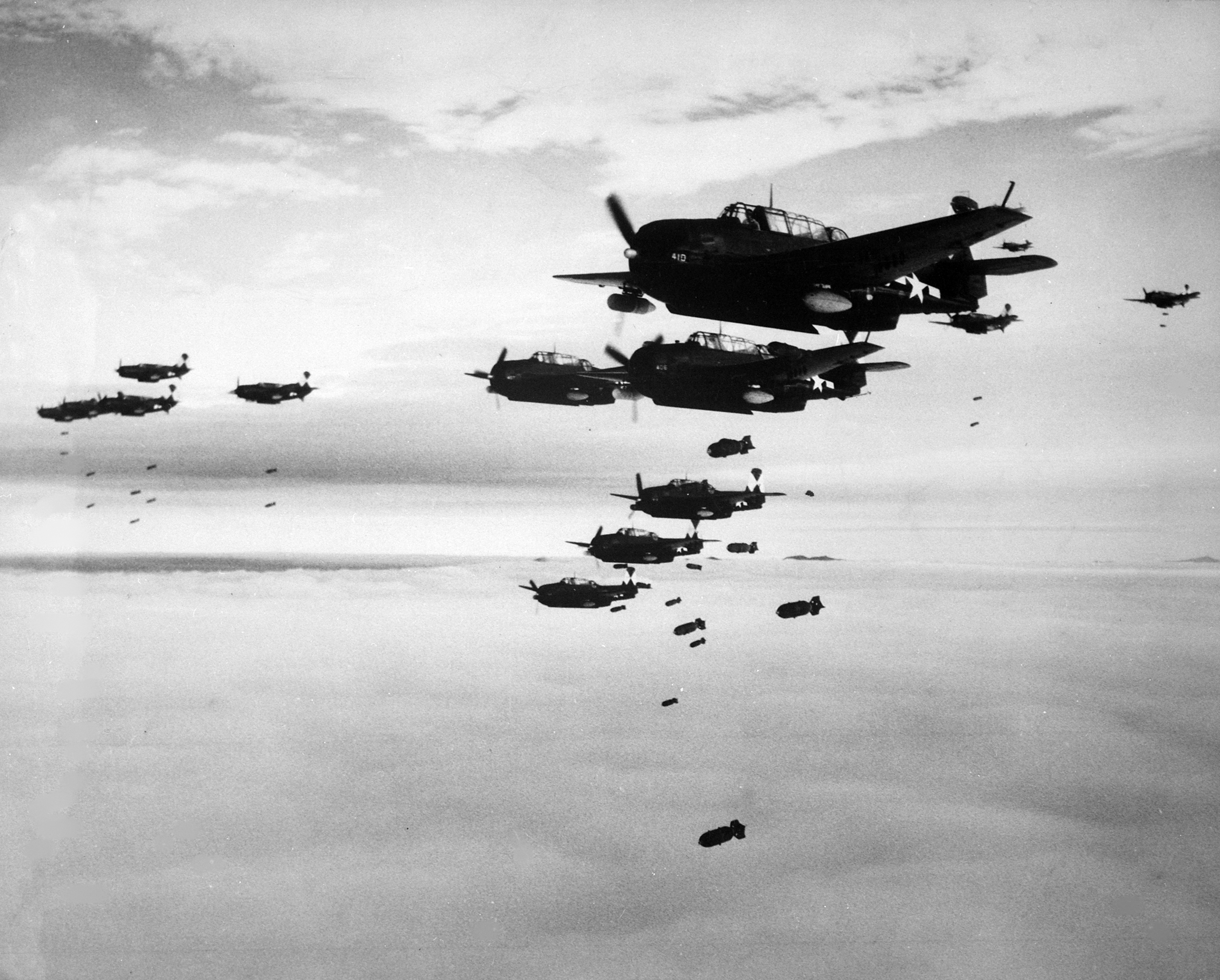
TBM Avenger đang ném bom

### Đặc điểm chung
- Đội bay: 03 người (phi công, điện báo viên/ném bom/xạ thủ súng máy bụng, xạ thủ súng máy sau lưng)
- Chiều dài: 12,48 m (40 ft 11.5 in)
- Sải cánh: 16,51 m (54 ft 2 in)
- Chiều cao: 4,70 m (15 ft 5 in)
- Diện tích bề mặt cánh: 45,52 m² (490,02 ft²)
- Trọng lượng không tải: 4.783 kg (10.545 lb)
- Trọng lượng có tải: 8.115 kg (17.893 lb)
- Động cơ: 1 x động cơ Wright R-2600-20 bố trí vòng tròn, công suất 1.900 mã lực (1.420 kW)

### Đặc tính bay
- Tốc độ lớn nhất: 444 km/h (276 mph)
- Tầm bay tối đa: 1.610 km (1.000 mi)
- Trần bay: 9.170 m (30.100 ft)
- Tốc độ lên cao: 10,5 m/s (2.060 ft/min)
- Áp lực cánh:178 kg/m² (36,5 ft·lbf²)
- Tỉ lệ công suất/khối lượng:0,17 kW/kg (0,0094 hp/lb)

### Vũ khí
- 1 x súng máy Browning M1919 0,30 in (7,62 mm) gắn trước mũi
- 2 x súng máy Browning M2 0,50 in (12,7 mm) gắn trên cánh
- 1 x súng máy 0,50 in (12,7 mm) ở buồng lái sau lưng
- 1 x súng máy 0,30 in (7,62 mm) gắn dưới bụng
- 1 x ngư lôi Mark 13 900 kg (2.000 lb), hoặc
- cho đến 900 kg (2.000 lb) bom

## Nội dung tương tự

### Máy bay liên quan
- TBD Devastator

### Máy bay tương tự
- Consolidated TBY Sea Wolf
- Douglas TBD Devastator
- Douglas TB2D Skypirate
- Fairey Barracuda
- Fairey Spearfish
- Nakajima B5N
- Nakajima B6N

### Chuỗi thiết kế
- TBD - TB2D - TB3D - TBF - TBM - TB2F - TB3F - TBY

### Danh sách liên quan
- Danh sách máy bay chiến đấu
- Danh sách máy bay quân sự Hoa Kỳ
- Danh sách máy bay trong Chiến tranh Thế giới II
- Danh sách máy bay ném bom